# Razi

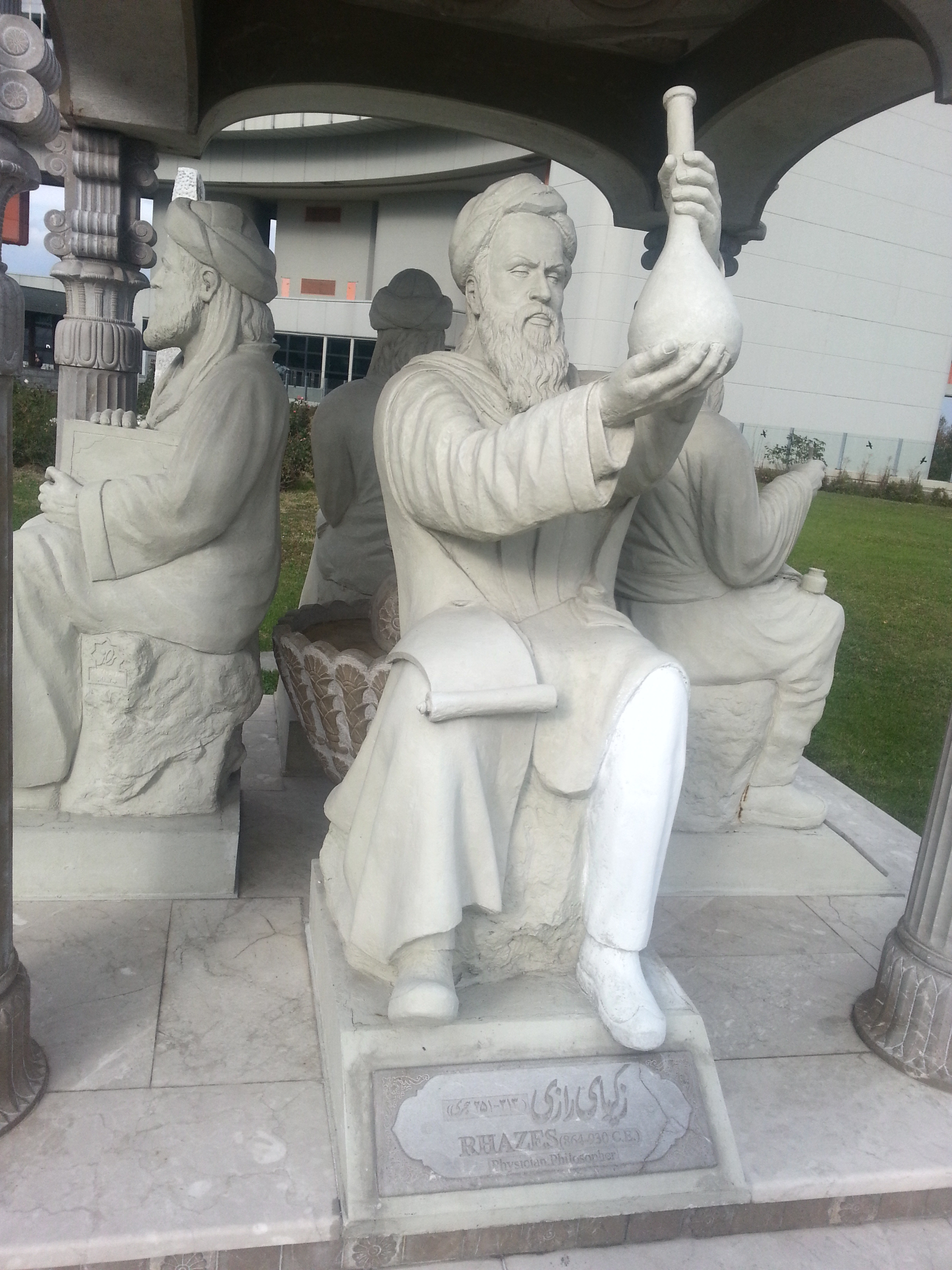
Razi som staty vid Förenta nationernas kontor i Wien.

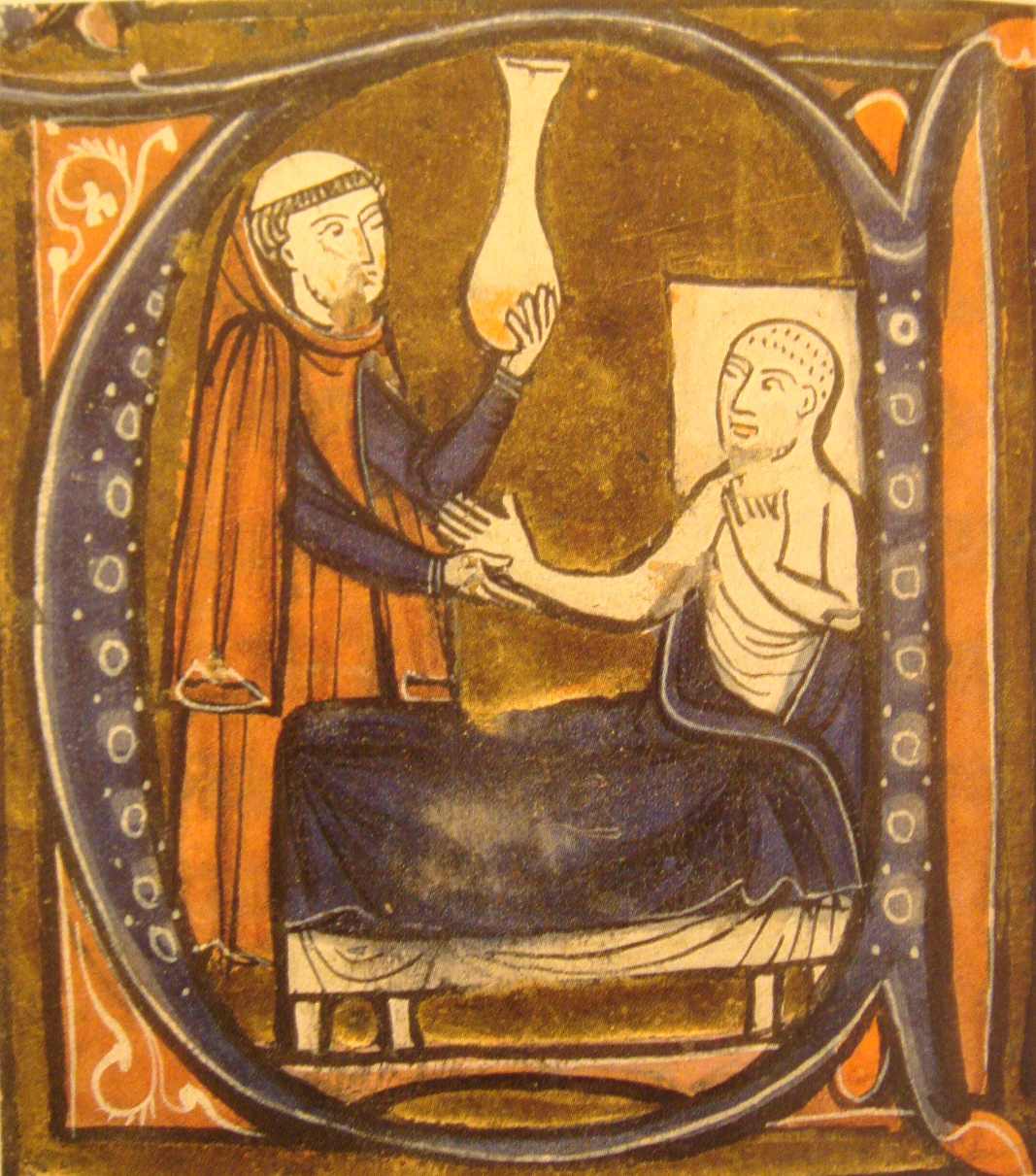
Europeisk avbildning av den läkekunnige Razi, ur Gerardus Cremonensis "Recueil des traités
de médecine" 1250-1260

Razi (egentligen Abu Bakr Mohammad-e Zakariya-ye Razi, persiska: ابو بکر محمد زکریا رازی), född omkring 865 i Rayy, Persien, dagens Iran, död 925 i Bagdad, dagens Irak, var en mångkunnig persisk filosof som gjorde grundläggande och bestående upptäckter inom medicin, kemi och filosofi. Han omnämns ibland under namnen Al-Razi, Ibn Zakariya eller i latinsk text, Rhazes eller Rasis. 

## Produktivitet
Razi var mycket produktiv med mer än 200 böcker i sitt författarskap, inom flera vetenskapsområden. Enligt historikern Ibn an-Nadim var Razi den främste läkaren i sin tid och behärskade helt den grekiska medicinalkunskapen. Han reste vida omkring och var vid olika tidpunkter i många olika härskares tjänst. Som medicinlärare samlade han många lärjungar som senare skulle bli framstående. Han hade rykte om sig att vara medkännande och osjälvisk och helt hänge sig åt sina patienters behov vare sig de var rika eller fattiga.
Då Salernoskolan ville studera Hippokrates, fanns inga kunskaper om hans skrifter i västerlandet, och man var då tvungna att översätta Razis Continens från arabiska till medeltidslatin för att få tillgång till skrifterna.
Razi-institutet nära Teheran är uppkallat efter Razi. I Iran firas också Razi-dagen (läkekonstdagen) årligen den 27 augusti.

## Upptäckter
Razi anses bland annat ha upptäckt svavelsyran, en av de viktigaste substanserna i modern kemi, och även alkohol och dess användningsområden inom medicin.

## Razi och Islam
Enligt vissa historiker som Sigrid Hunke så var Razi en framstående kritiker av islams grundläggande dogmer och  anklagades för att vara zindiq. Fast många muslimska historiker som kom efter nekade detta såsom Adh-Dhahabi, med belysning att han publicerade böcker som handlar om islam och Gud.